# Tanytarsus itsae
Tanytarsus itsae är en tvåvingeart som beskrevs av Ghonaim 2005. Tanytarsus itsae ingår i släktet Tanytarsus och familjen fjädermyggor.
Artens utbredningsområde är Egypten. Inga underarter finns listade i Catalogue of Life.